# Desmeocraera
Desmeocraera is een geslacht van vlinders van de familie tandvlinders (Notodontidae), uit de onderfamilie Notodontinae.

## Soorten
- D. adusta Kiriakoff, 1962
- D. albicans Gaede, 1928
- D. amaura Kiriakoff, 1968
- D. analis Kiriakoff, 1954
- D. annulosa Gaede, 1928
- D. antiopa Viette, 1954
- D. aquamarina Kiriakoff, 1958
- D. ardalio Kiriakoff, 1958
- D. atribasalis (Hampson, 1910)
- D. basalis Distant, 1899
- D. bimaculata Kiriakoff, 1968
- D. bitioides (Holland, 1893)
- D. brumata Kiriakoff, 1964
- D. brunneicosta Gaede, 1928
- D. cana (Wichgraf, 1921)
- D. canescens Janse, 1920
- D. ciprianii Berio, 1937
- D. clenchi Kiriakoff, 1958
- D. collenettei Kiriakoff, 1954
- D. confluens Gaede, 1928
- D. congoana Aurivillius, 1900
- D. chloeropis Holland, 1893
- D. chloeropsis (Holland, 1893)
- D. damba Bethune-Baker, 1913
- D. dambae (Bethune-Baker, 1913)
- D. decorata (Wichgraf, 1922)
- D. dicax Kiriakoff, 1958
- D. dispar Kiriakoff, 1964
- D. dorsalis Kiriakoff, 1981
- D. esmeraldina Kiriakoff, 1958
- D. falsa (Holland, 1893)
- D. ferevaria Kiriakoff, 1958
- D. formosa Kiriakoff, 1958
- D. forsteri Kiriakoff, 1973
- D. frustrata Kiriakoff, 1964
- D. galaia Kiriakoff, 1965
- D. geminata Gaede, 1928
- D. glauca Gaede, 1928
- D. gonerilla Kiriakoff, 1973
- D. graminosa (Walker, 1869)
- D. griseiviridis (Hampson, 1910)
- D. griseoviridis Hampson, 1910
- D. habe Kiriakoff, 1964
- D. hebe Kiriakoff, 1964
- D. helena Kiriakoff, 1962
- D. hinnula Holland, 1893
- D. holitrix Kiriakoff, 1958
- D. imploratrix Kiriakoff, 1958
- D. impunctata Gaede, 1928
- D. ingens Kiriakoff, 1958
- D. inquisitrix Kiriakoff, 1958
- D. inspiciens Kiriakoff, 1962
- D. interpellatrix (Wallengren, 1860)
- D. intricata Kiriakoff, 1964
- D. invaria Kiriakoff, 1958
- D. irregularis Kiriakoff, 1960
- D. jansei Kiriakoff, 1958
- D. jucunda Kiriakoff, 1968
- D. kiriakoffi Thiaucourt, 1977

- D. latex (Druce, 1901)
- D. latifasciata Gaede, 1928
- D. leucophaea Gaede, 1928
- D. leucosticta (Hampson, 1910)
- D. luteosticta Kiriakoff, 1968
- D. malindiana Kiriakoff, 1973
- D. mawa Kiriakoff, 1979
- D. miata Viette, 1955
- D. minima Kiriakoff, 1962
- D. mkabi Kiriakoff, 1979
- D. moza Kiriakoff, 1962
- D. nugatrix Felder, 1874
- D. octoginta (Hampson, 1910)
- D. oleacea Kiriakoff, 1958
- D. oliva Kiriakoff, 1968
- D. olivina Kiriakoff, 1958
- D. pallidimargo Kiriakoff, 1962
- D. pauliveronensi Kiriakoff, 1958
- D. pauliveronensis Kiriakoff, 1958
- D. percontatrix Kiriakoff, 1958
- D. phoebe Kiriakoff, 1964
- D. platti Janse, 1920
- D. pomaria Kiriakoff, 1958
- D. postulatrix Kiriakoff, 1958
- D. principalis Kiriakoff, 1958
- D. procreatrix Kiriakoff, 1962
- D. propinqua (Holland, 1893)
- D. psittacina Kiriakoff, 1964
- D. reclamatrix Kiriakoff, 1958
- D. retiarius Kiriakoff, 1958
- D. robustior Kiriakoff, 1960
- D. rogatrix Kiriakoff, 1958
- D. roseoviridis Kiriakoff, 1958
- D. sagittata Gaede, 1928
- D. sagum Kiriakoff, 1958
- D. schevenaria Kiriakoff, 1973
- D. sincera Kiriakoff, 1958
- D. squamipennis (Holland, 1893)
- D. subnigrans (Mabille, 1897)
- D. subvaria Kiriakoff, 1958
- D. tanzanica Kiriakoff, 1973
- D. tripuncta Janse, 1920
- D. uniformis Gaede, 1928
- D. varia (Walker, 1855)
- D. venusta Kiriakoff, 1954
- D. vernalis Distant, 1897
- D. vicaria Kiriakoff, 1979
- D. virescens Kiriakoff, 1958
- D. weberiana Kiriakoff, 1958
- D. zombae Kiriakoff, 1958